# Jimmy Young (boxe anglaise)
Pour les articles homonymes, voir Jimmy Young.
Jimmy Young est un boxeur américain poids lourds né le 14 novembre 1948 et mort le 20 février 2005 à Philadelphie.

## Carrière
Commencée en 1969, la carrière de Jimmy Young est surtout marquée par son combat contre Mohamed Ali le 30 avril 1976 à Landover (Maryland). Young réussi à tenir les 15 rounds contre le champion du monde après avoir dominé le début du combat. Plus actif à partir du 6ème round, Ali accule Young dans les cordes à plusieurs reprises dans les 12ème et 13ème rounds (il est compté jusqu'à trois la fin de la 12ème reprise). Au terme du combat, Ali est déclaré vainqueur par décision unanime des juges. Il s'agit de son seul combat pour le titre de champion du monde.
Pour espérer pouvoir disputer un nouveau championnat du monde, Jimmy Young choisi d'affronter l'un des boxeurs les plus craints de l'époque : George Foreman, qui réalise alors son retour après sa défaite contre Mohammed Ali au Zaïre (The Rumble in the Jungle). Le combat en 12 rounds contre Foreman, le 17 mars 1977 à Porto Rico, est remporté à l'unanimité des juges par Jimmy Young et est élu combat de l'année 1977 par Ring Magazine.
Espérant de nouveau accéder à un championnat du monde, il combat Ken Norton à Las Vegas en novembre 1977. La victoire échappe de justesse à Young sur décision des juges après un combat très disputé tout au long des 15 rounds.
Après cette défaite Young continue sa carrière jusqu'à ce que, à l'âge de 39 ans, il annonce sa retraite en 1988. Les années de retraite sont compliquées. Déprimé, il est victime de problèmes neurologiques (démences) et mène un dur combat contre la drogue et l'alcool. Jimmy Young meurt à Philadelphie d'une crise cardiaque le 20 février 2005 à l'âge de 56 ans.
Son palmarès est de 34 victoires (dont 11 avant la limite), 19 défaites et 2 matchs nuls.